# Grande Orlando
A Grande Orlando, comumente referida como a Região Metropolitana de Orlando, é uma área metropolitana na região central do estado da Flórida, nos Estados Unidos. Suas principais cidades são Orlando, Kissimmee e Sanford. O Escritório de Administração e Orçamento dos EUA define a região como composta pelos condados de Lake, Orange (incluindo Orlando), Osceola e Seminole.
De acordo com o Censo dos Estados Unidos de 2010, a população da Grande Orlando é de 2.134.411 habitantes, um aumento de 51.990 novos moradores entre 2009 e 2010. Por população, é a terceira maior área metropolitana na Flórida, a quinta maior na Região Sudeste dos Estados Unidos, e a 26ª maior nos Estados Unidos. A região abrange 4.012 milhas quadradas (10.400 km²) de área total (tanto terra quanto água).